# 米科·奧伊瓦寧
米科·奧伊瓦寧（芬蘭語：Mikko Oivanen；1986年5月26日—）是一位芬蘭排球運動員。他現在效力於芬蘭聯賽球隊Cerrad Czarni Radom。他也代表芬蘭國家男子排球隊參賽。他的雙胞胎兄弟馬蒂·奧伊瓦寧也是一位排球運動員。